# UFO ロンドンに墜落
「UFO ロンドンに墜落」（UFO ロンドンについらく、原題: Aliens of London）は、イギリスのSFテレビドラマ『ドクター・フー』のシリーズ1第4話。イギリスではBBC Oneで2005年4月16日に、日本ではNHK BS2で2006年9月27日に初放送された。脚本はラッセル・T・デイヴィス、監督はケイス・ボークが担当し、次話「宇宙大戦争の危機」に繋がる新シリーズで初めての二部作である。
2005年のエピソード「マネキンウォーズ」の1年後を舞台とする。本エピソードでは異星人の犯罪一家スリジーンファミリーがテムズ川への宇宙船の不時着を偽装し、地球を厳戒態勢へ誘い込んだ。スリジーンは墜落した宇宙船を使って異星人のタイムトラベラー9代目ドクターを含め異星人の専門家を招集し、ダウニング街10番地の罠に嵌めた。
本エピソードで初登場したハリエット・ジョーンズはペネロペ・ウィルトンが演じた。森尚子が演じる女性も登場し、後に彼女はその演技からスピンオフドラマ『秘密情報部トーチウッド』の主要人物トシコ・サトウ役を演じることとなる。

## 制作

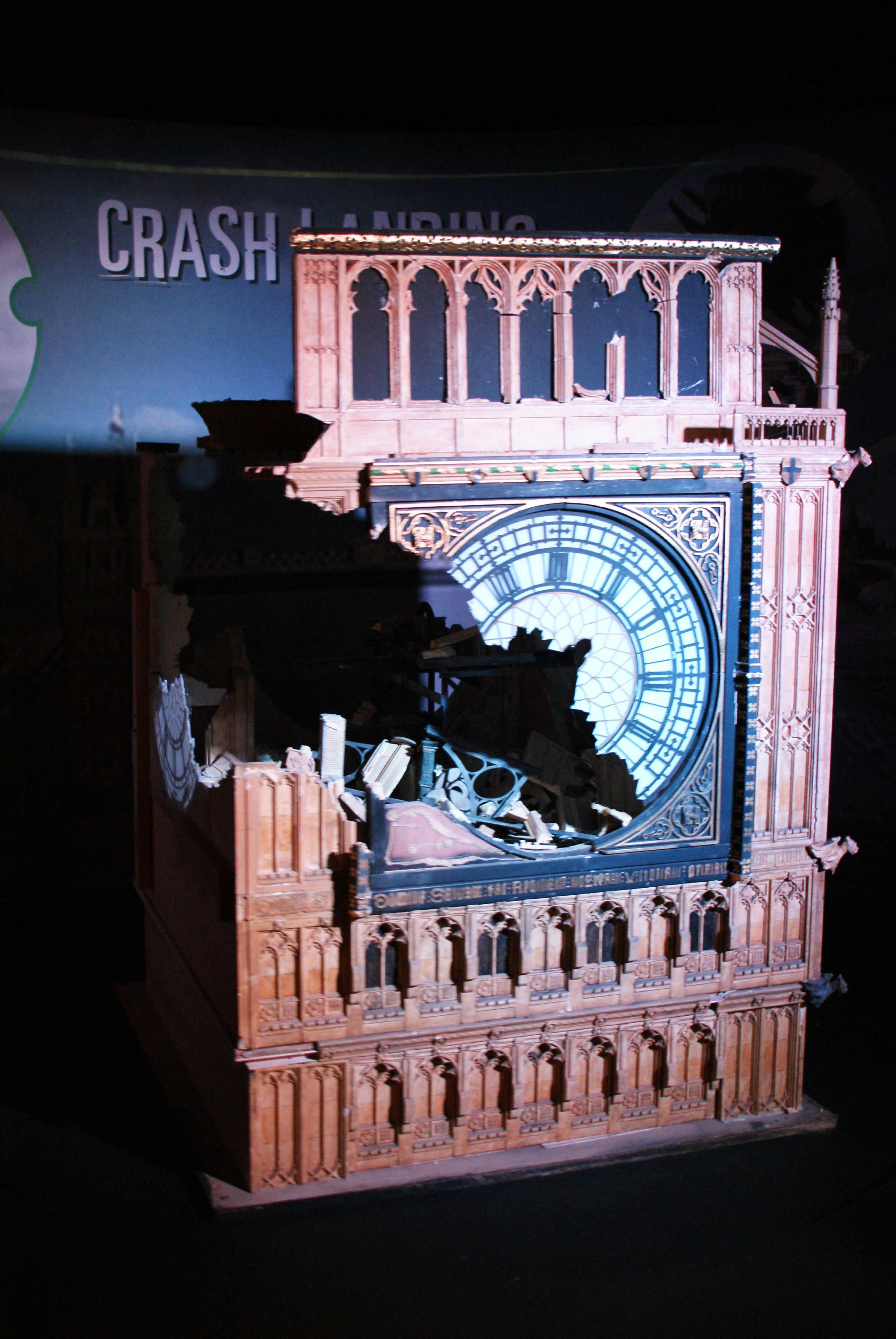
ビッグ・ベンのモデル

アルビオン病院には Cardiff Royal Infirmary が使用された。ダウニング街10番地の外装はセントラル・ロンドンの似た建物が使用され、内装はヴェール・オブ・グラモーガンの Hensol Castle が利用された。ミッキーの家はジャッキーとローズの家と同じセットである。
制作チームは劇中で殺害されたイギリス首相を現実の当時の首相トニー・ブレアにする意図があった。「宇宙大戦争の危機」のDVDのコメンタリーでは、死体役に雇われた俳優はトニー・ブレアの扮装であると理解した上で引き受けた、とプロデューサーのフィル・コリンソンは説明した。容姿があまりに似ていて盛り下がったため、制作チームは死体をはっきりと映すことを避けた。死体がブレアのものであるという示唆はハリエット・ジョーンズの「hardly one of the babes」という発言に引き継がれており、これは1997年イギリス総選挙で労働党が勝利し、イギリスメディアに"ブレア・ベイブ"と呼ばれた数多くの女性下院議員が誕生したことを反映している。トニー・ブレアの名前は『ドクター・フー』シリーズ2「サイバーマン襲来」で言及された。
ハリエット・ジョーンズは特にペネロペ・ウィルトンのために、シリーズのヘッドプロデューサー兼エグゼクティブ・プロデューサーのラッセル・T・デイヴィスが執筆し、ウィルトンは脚本の質の高さに魅了された。アメリカ人アナウンサーのトリニティ・ウェルズを演じるラケル・カールは、デイヴィスが制作総指揮に就いていた頃の『ドクター・フー』では、異星人の大規模侵略のエピソードに数多く登場する。アスキス将軍を演じたルパート・ヴァンシッタートは、後に8代目ドクターのオーディオドラマ Dead London に再出演し、Sepulchre を演じた。

## 放送
イギリスでの「UFO ロンドンに墜落」の当夜の視聴者数は700万人を記録し、番組視聴占拠率は34%であった。最終的な視聴人口は763万人に達した。日本では2006年9月27日にNHK BS2で初めて放送され、地上波では2007年9月11日に放送された。2011年3月19日には LaLa TV で放送された。
邦題はスペースの入った「UFO ロンドンに墜落」とスペースの入らない「UFOロンドンに墜落」の2つがあり、本項ではスペースのあるNHKの表記に従う。NHK以外の媒体ではバップ、GYAO!、ShowTime、Amazonプライム・ビデオ などがスペースを入れて表記している。一方でHuluはスペースのない表記を採用している。

## 評価
ローズがドクターに "You're so gay" と発言したシーンは議論を呼び、デイヴィスは日常生活での人々の話し方を反映しようとしたと述べた。
「UFO ロンドンに墜落」の批評は一般に賛否両論であった。Now Playing 誌のアーノルド・T・ブランバーグはこのエピソードの評価をCとし、スリジーンやそのユーモア、および豚を侮辱的であるとした。しかし、ローズの不在時に彼女の過程に何が起きたかを示したストーリーについては肯定的であった。
2013年に『ラジオ・タイムズ』誌のパトリック・マルケーンは本二部作を「派手だが馬鹿げている」「がっかりだ」と表現したが、目に迫るようなキャラクターゆえにローズの家族のストーリーラインは機能したと述べた。彼はスリジーンの爆殺を批判し、エクルストンの演技が欠けていると感じた。彼は特にウィルトンの演技を称賛し、「根気強く、詮索好きで、正しい心を持つハリエット・ジョーンズ」と彼女の演じるキャラクターを表現した。The A.V. Club の批評家アラスター・ウィルキンスは評価をB-とした。彼はコンセプトよりも処刑に問題を感じ、放屁のジョークには風刺の可能性もあるが監督と演技で質が下がったとした。屁のくだりでばかばかしい方針に移ってスリジーンを真剣に扱わなかったため、スリジーンが個性を持つこと、人間が地球外生命体を知っていることの掘り下げ、ローズの家庭生活といったニュアンスの部分がテレビ版では提示されていないと論じた。
Who is the Doctor のバークとスミスはより肯定的であった。バークは本作について「同じ基準でファンから愛され嫌われた」と述べ、「意外ではあったが私を喜ばせるものだった」と語った。スリジーンが様々なレベルのユーモアの上で動いているとし、最高のパートたる家庭のストーリーラインは良質な演技により昇華されたと主張した。また、彼は豚も良い味を出したと感じた。スミスは本作の雰囲気がクラシックシリーズに最も近いとし、クラシックシリーズの愛された脚本家ロバート・ホームズの作品をデイヴィスは模倣しようとしたと述べた。彼は家庭のシチュエーションも称賛した。ただし、政治的風刺は単調であり、監督が残念で、エクルストンが明るい場面で彼の持つ深みから抜けているとも彼は感じた。